# Ото V (Бавария)
Вижте пояснителната страница за други личности с името Ото V.
Ото V Мързеливия (на немски: Otto V. der Faule; * 1346; † 15 ноември 1379, Бург Волфщайн на Изар, Бавария) е херцог на Горна Бавария от 1347 до 1351 г., от 1351 номинално сърегент и от 1365 г. курфюрст и маркграф на Бранденбург като Ото VII. С края на неговото регентство през 1373 г. свършва ерата на Вителсбахите в Бранденбург.
Ото V Мързеливия не трябва да се бърка с Ото V Дългия (след 1244 – 1298), синът на асканийския маркграф Ото III.

## Произход и управление
Той е седмото дете на Лудвиг IV Баварски, император на Свещената Римска империя (1328 – 11 октомври 1347), и втората му съпруга Маргарета Холандска (* 1311; † 23 юни 1356), дъщеря на граф Вилхелм III от Холандия, които имат 10 деца. Една година след раждането му баща му умира и той расте в Холандия, родината на майка му, под закрилата на полубрат му Лудвиг V. През декември 1351 г. Лудвиг V дава Марк Бранденбург на полубратята си Лудвиг VI Римлянина и Ото. Със смъртта на Лудвиг Римлянина на 17 май 1365 Ото поема регентството в Бранденбург.
Ото V се жени на 19 март 1366 г. в двойната сватба в Прага за Катарина Люксембургска (1342 – 1395), втората дъщеря на император Карл IV, която преди това от 1353 г. е била омъжена за Рудолф IV (1339 – 1365). Това бил политически брак и остава бездетен. Катарина живее по време на брака им в Прага.
През 1367 г. Ото продава Лужицката марка на Карл IV, която преди това е била заложена на Ветините. През 1373 г. Ото официално предава Бранденбургската марка на Люксембургите за 500 000 гулдена.
След свалянето му, Ото живее в Бавария, където брат му Стефан II го признава за сърегент. През 1379 г. той умира в замъка Бург Волфщайн при Ландсхут. Ото V е погребан в манастира Seligenthal при Ландсхут.